# 行動的性少數者人權連帶
行動的性少數者人權連帶是1997年9月9日創設的韓國LGBT人權团体。1997年大學生同性戀者的組織大學生同性愛者人權聯合（대학생동성애자인권연합）創立，1998年8月1日擴大為以同性戀者人權救濟為目標的組織，開始同性戀者的人權及常談活動，並改稱同性愛者人權連帶（동성애자인권연대），略稱同人連（동인련）。2015年更名為行動的性少數者人權連帶。

## 外部連結
- 同性愛者人權連帶的网站（页面存档备份，存于） 
- 동성애자인권연대 웹진 너,나,우리 '랑'（页面存档备份，存于）:同性愛者人權連帶的News 
- twitter的同性愛者人權連帶（页面存档备份，存于） 
- LGBT 건강 세상（页面存档备份，存于） 